# Huracán Lorenzo (2019)

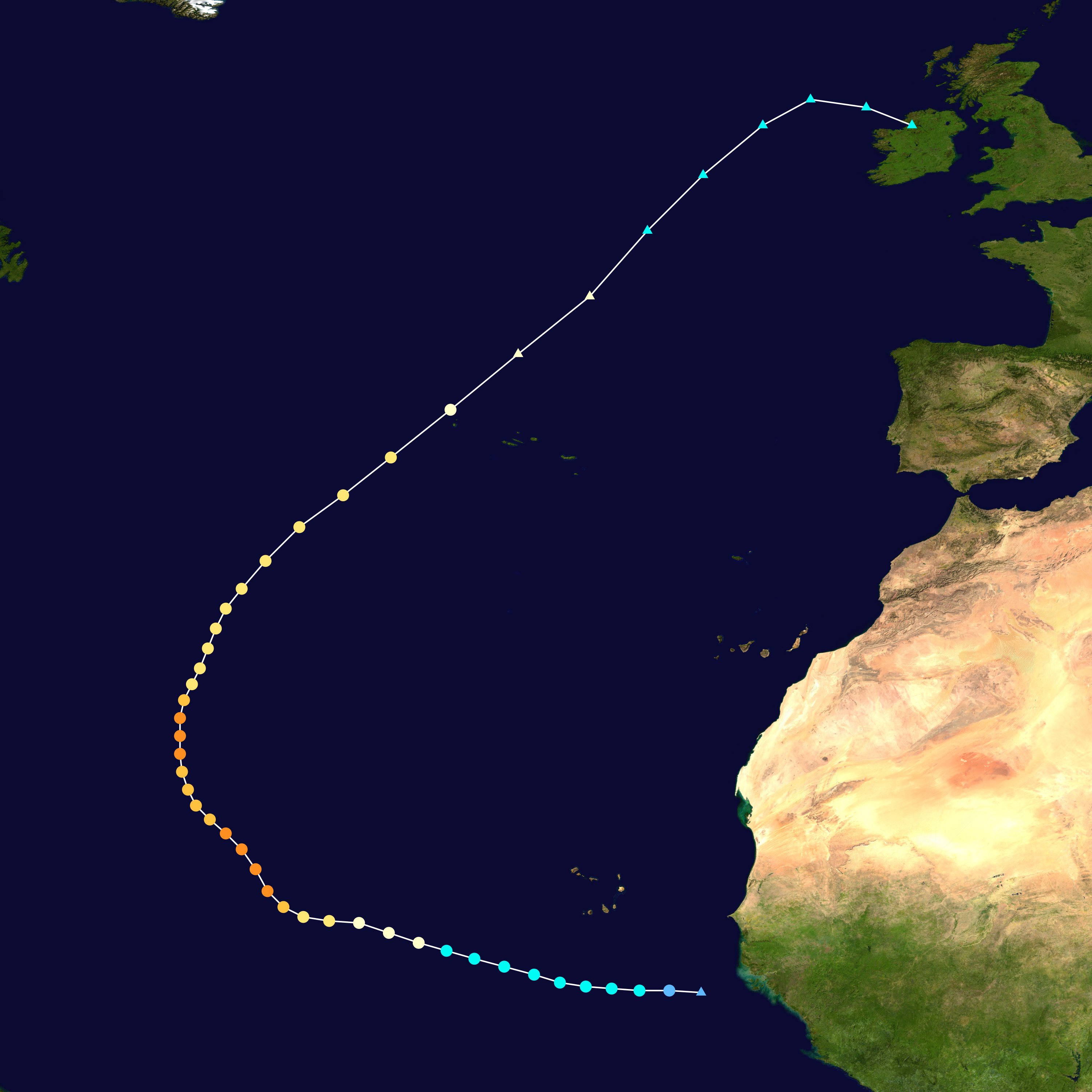
Recorrido del Huracán Lorenzo a través del Atlántico.

El Huracán Lorenzo fue un potente ciclón tropical del Atlántico activo entre el 23 de septiembre y el 2 de octubre de 2019. Es el huracán de categoría 5 más al este del océano y más próximo a Europa que jamás se haya registrado. Se trata de la duodécima tormenta nombrada, quinto huracán, tercer huracán importante y segundo huracán de categoría 5 de la Temporada de huracanes del Atlántico de 2019. Lorenzo se desarrolló en una onda tropical que nació en la costa del oeste de África el 22 de septiembre. Hacia el 26 de septiembre se intensificó rápidamente a un huracán de categoría 4 para posteriormente mantenerse en categoría 5 en su trayectoria hacia el norte.

## Historia meteorológica
El 19 de septiembre, el Centro Nacional de Huracanes empezó a controlar una tormenta tropical ondulatoria que tenía previsión de emerger de la costa del oeste de África. El 22 de septiembre, la ola tropical emergió al Océano Atlántico. Bajo condiciones favorables, el sistema se fortaleció, y a las 03:00 UTC del día siguiente, el NHC inició los avisos por Depresión Tropical. Doce horas más tarde, la depresión tropical se fortalecía a una tormenta tropical y fue nombrado Lorenzo sobre el Océano Atlántico oriental. El 25 de septiembre, todavía bajo condiciones favorables, la tormenta se convirtió en huracán de categoría 1. Varias horas más tarde, en el mismo día, Lorenzo se intensificó a categoría 2. En la mañana del 26 de septiembre, la tormenta completó el ciclo de sustitución y experimentó un periodo de extremadamente rápida intensificación. Un aumento que sostuvo vientos de 55 km/h en sólo seis horas causaron que Lorenzo lograra la categoría 4 a las 15:00 UTC en el mismo día. Al llegar a este punto, Lorenzo se había convertido en uno de los huracanes más grandes y más potentes oficialmente registrados por el centro de seguimiento, sólo comparable con el Huracán Gabrielle de 1989.
A su paso por las Islas Azores había rebajado su intensidad a categoría 2, y tan sólo dejó daños materiales debido al intenso viento en las islas más occidentales. El ciclón se disipó a su entrada a las islas británicas, reintegrándose con Corriente Circulatoria general en forma de borrasca el 2 de octubre.

## Preparaciones e impacto

### Islas Azores
El 30 de septiembre, el Instituto Português do Mar e da Atmosfera (IPMA) emitió un aviso de huracán para las Azores, el cual aumentó a alertas ese mismo día por la tarde.
- Las áreas con avisos de nivel rojo (extremo) fueron las islas más occidentales y centrales de Azores, incluyendo Flores, Corvo, Faial, Pico, São Jorge, Graciosa y Terceira.

- Los avisos de nivel naranja (importante) incluyeron las dos islas más orientales de Azores: São Miguel y Santa María.

### Islas británicas
En la mañana del 2 de octubre, el Servicio Meteorológico Irlandés Met Éireann activó el aviso naranja por fuertes vientos en seis condados del oeste del país con vientos que esperaban alcanzar velocidades medias de 65 a 80 km/h con ráfagas de 100 a 130 km/h, más fuertes en las regiones costeras.
Aunque solo llegó como un "ex-huracán" en el Reino Unido, la Met Office advirtió de que se esperaban "vientos intensos y fuertes lluvias" en las partes occidentales de Gran Bretaña, y emitió una advertencia meteorológica para Irlanda del Norte, así como avisos por riesgo de inundación en zonas de Inglaterra y Gales.

### España
A pesar de que el huracán no afectó a España su impacto se dejó notar en las costas de la Provincia de La Coruña (Galicia). Entre el 3 y el 4 de octubre, se activaron avisos amarillos por mar de fondo de 4 a 5 metros en la Costa de la Muerte.

## Avisos meteorológicos
Para información oficial, véase:
- El IPMA  últimas publicaciones sobre el Huracán Lorenzo (en portugués)
- El NHC  últimas publicaciones sobre el Huracán Lorenzo (en inglés)
- El NHC  la previsión del Huracán Lorenzo (en inglés)
- El NHC  Previsión más tardía y recorrido del Huracán Lorenzo (en inglés)